# Seth Olsen
(en) Statistiques sur pro-football-reference
Seth Olsen (né le 17 décembre 1985 à Willmar) est un joueur américain de football américain.

## Enfance
Olsen joue à la Millard North High School de Omaha au Nebraska. Il se révèle un bon joueur de football américain et est nommé All-American.

## Carrière

### Université
Il entre à l'université de l'Iowa où il joue au poste d'offensive guard où il reçoit des honneurs régionaux. En 2007, il joue tous les matchs comme titulaire et reçoit une mention honorable de la conférence Big 10. En 2008, il fait une nouvelle saison comme titulaire et est nommé dans l'équipe de la saison All-American par Rivals.com.

### Professionnel
Seth Olsen est sélectionné au quatrième tour du draft de la NFL de 2009 par les Broncos de Denver au 132e choix. Le 23 juillet 2009, il signe un contrat de quatre ans avec Denver et entre au cours de trois matchs lors de la saison 2009. Il n'est pas conservé dans l'équipe pour la saison 2010 et est libéré le 4 septembre 2010.
Se retrouvant agent libre, Olsen signe dans l'équipe d'entraînement des Vikings du Minnesota et ne joue aucun match pour Minnesota lors de la saison 2010. Le 10 septembre 2011, il est libéré de l'équipe d'entraînement.
Le 12 septembre 2011, il signe avec les Colts d'Indianapolis.

## Palmarès
- Mention honorable de la conférence Big 10 2007
- Équipe All-American de la saison 2008 par Rivals.com.